# Valentin Wolfenstein

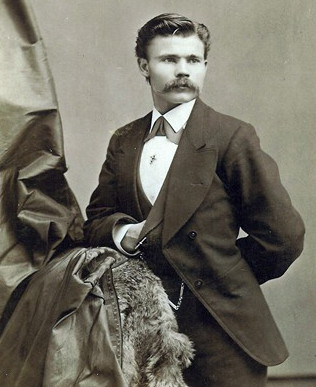
Valentin Wolfenstein under 1880-talet.

Valentin Wolfenstein, född 19 april 1845 i Falun, död 3 februari 1909 i Los Angeles var en svensk-amerikansk fotograf. Mellan 1890 och 1905 var han ägare till Atelier Jaeger i Stockholm.

## Liv och verk

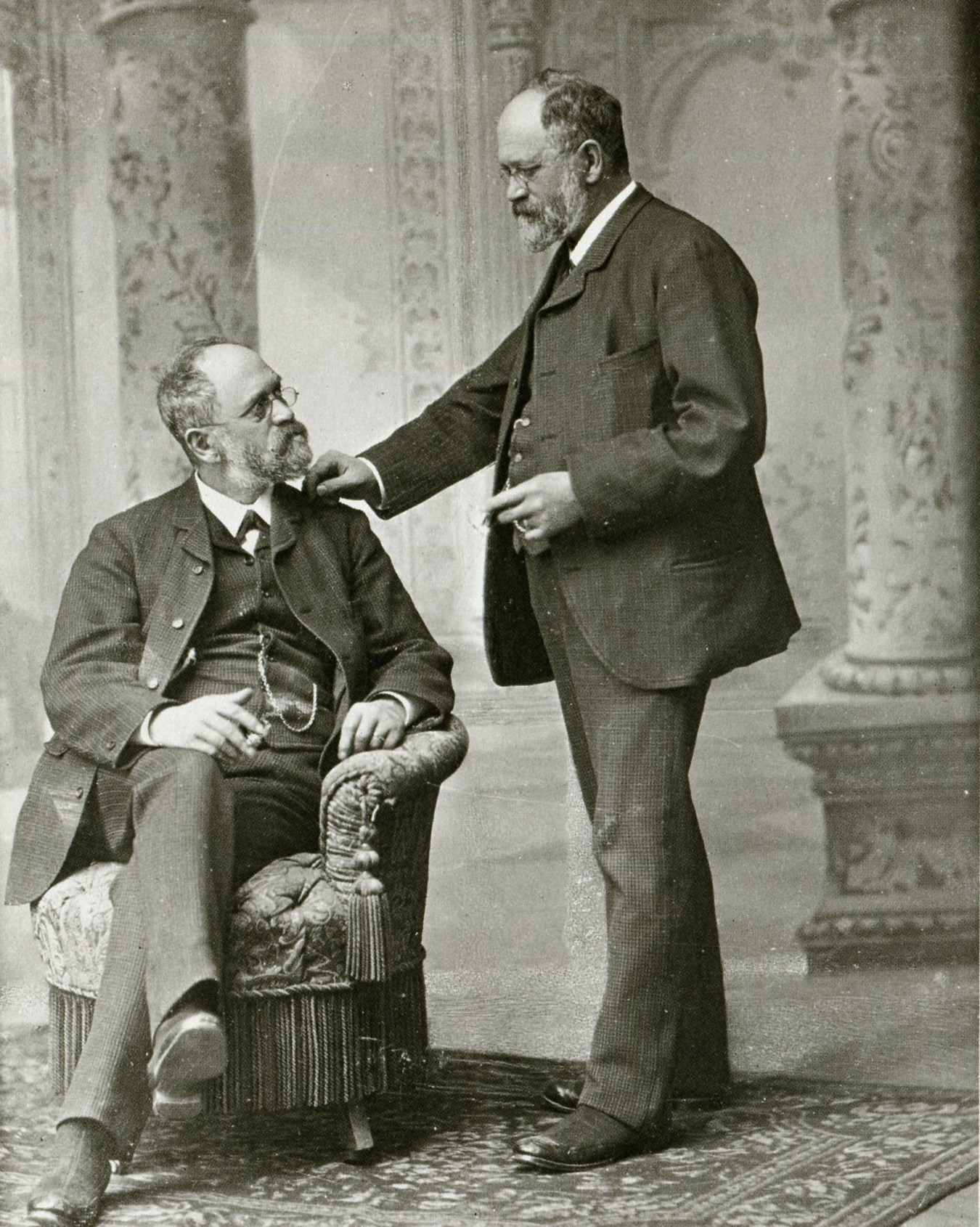
Dubbelgångarbild tagen av Wolfenstein föreställande hans tidigare chef Jaeger.

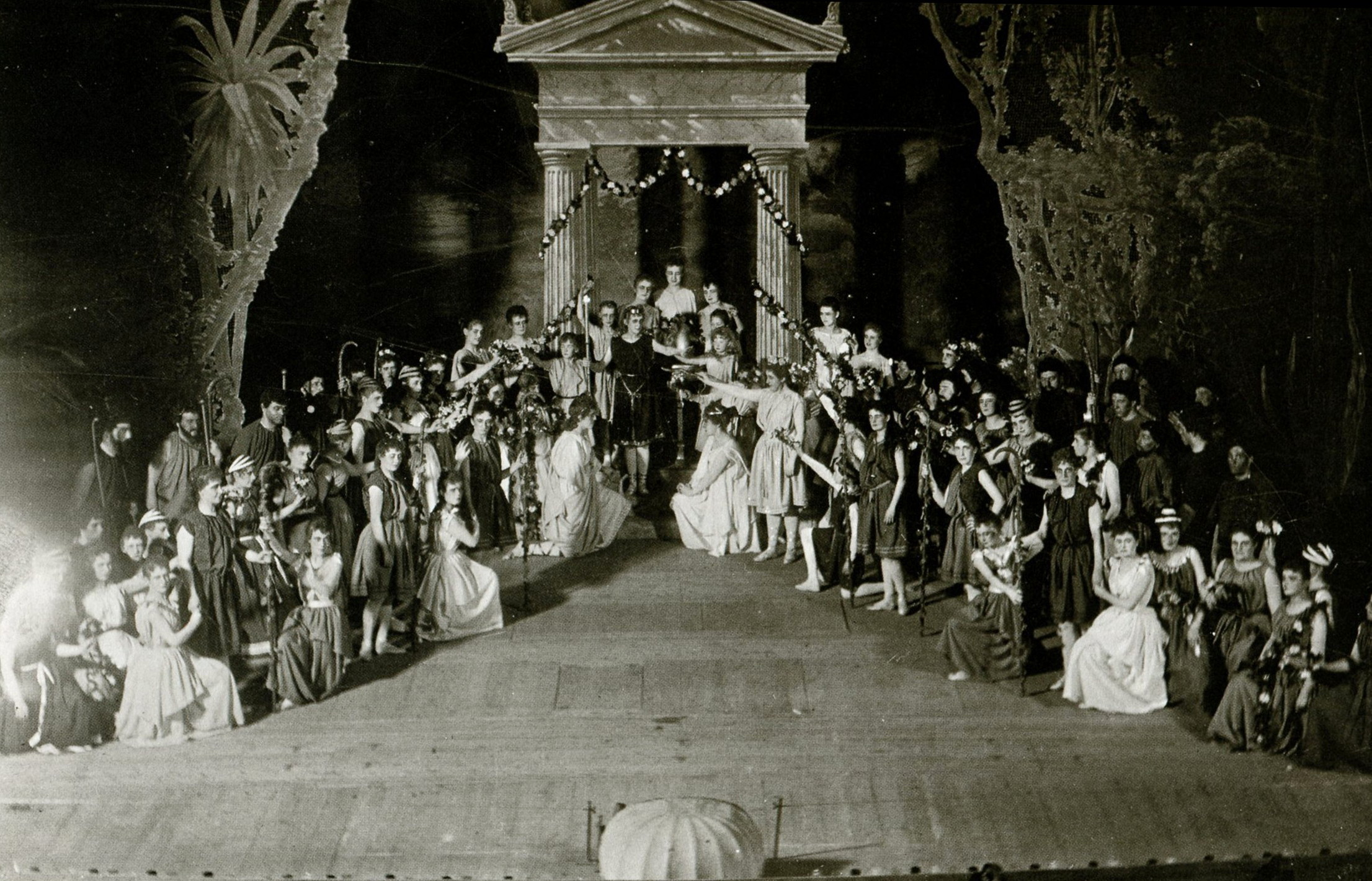
Blixtfoto i Svenska teatern, 1894.

Wolfenstein emigrerade under amerikanska inbördeskriget till USA och var verksam som fotograf i Los Angeles och New Bedford, där han hade ateljéer. Han omnämns i boken Pioneer Photographers of the Far West: A Biographical Dictionary, 1840–1865. År 1884 gifte han sig med Clara Brown (död 1892). 
Han återvände till Sverige och bosatte sig i Stockholm, där han så småningom blev medarbetare för den kungliga hovfotografen Johannes Jaeger i dennes firma Atelier Jaeger. Valentin Wolfenstein fotoateljé etablerades 1890 på Drottninggatan 33 i Stockholm. I samband med att Jaeger flyttade tillbaka till Tyskland 1890 köpte Wolfenstein Jaegers båda ateljéer för 60 000 kronor, en då imponerande summa. 
Ateljén var väl inarbetad som hovfotograf och sysselsatte då runt 30 personer. Efter övertagandet behöll Wolfenstein firmabeteckningen Atelier Jaeger. Det gjorde även Albin Roosval och Herrman Sylwander, som övertog rörelsen 1905 efter Wolfenstein.
Wolfenstein var pionjär (möjligtvis den första i Sverige) som utförde interiörfotografi på teatrar med pulverblixt, innan elektriskt ljus existerade. Han placerade ut flera blixtar i salongen samt mellan kulisserna, och tog scenbilder i bland annat Svenska teatern i Stockholm 1894.
Ett annat intresse rörde så kallade "dubbelgångarbilder", där man med hjälp av dubbelexponering på varsin hälft glasplåten kunde avbilda en och samma person två gånger, exempelvis i samtal med sig själv. Wolfenstein var en skicklig utövare av denna konst som var populär på 1860-talet. Ett känt dubbelgångarfotografi av Wolfenstein från 1890 visar Johannes Jaeger, sittande och stående på samma bild. Troligen var det en avskedsbild tagen innan han återvände till Tyskland.
Efter att Wolfenstein lämnade Atelier Jaeger 1905 återvände han till USA, där han avled i februari 1909 vid 61 års ålder. Han fick sin sista vila på Angelus Rosedale Cemetery i Los Angeles.